# المحاجر (الطويلة)

تعديل مصدري - تعديل

المحاجر هي إحدى قرى عزلة القصبة بمديرية الطويلة التابعة لمحافظة المحويت، بلغ تعداد سكانها 562 نسمة حسب تعداد اليمن لعام 2004.